# Johan I van Waldeck-Landau
Graaf Johan I ‘de Vrome’ van Waldeck-Landau (1521 of 1522 – Landau, 9 april 1567), Duits: Johann I. ‘der Fromme’ Graf von Waldeck-Landau, was een graaf uit het Huis Waldeck. Hij was sinds 1539 graaf van Waldeck-Landau. Hij was de stamvader van de nieuwere Landauer Linie.

## Biografie

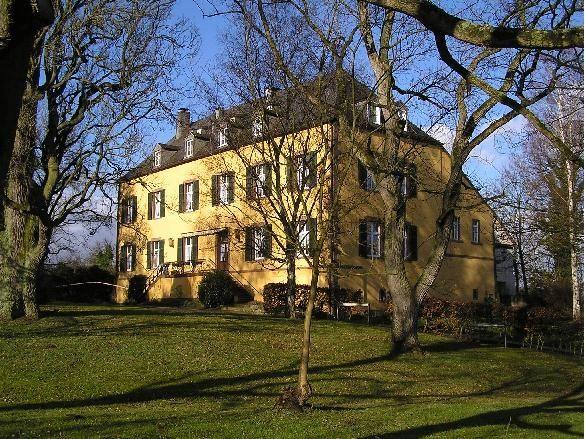
Slot Landau in 2007. Foto: Ralph Busch.

Johan werd in 1521 of 1522 geboren als de tweede zoon van graaf Filips III van Waldeck-Eisenberg en diens tweede echtgenote hertogin Anna van Kleef. Hij studeerde met zijn oudere broer Filips V vanaf 1537 in Marburg.
Op 22 november 1538 werd bij verdrag de verdeling van het graafschap Waldeck geregeld, met medewerking van landgraaf Filips I van Hessen. Een deel werd toegekend aan de twee zonen uit het eerste huwelijk, Otto V en Wolraad II, het andere aan de zonen uit het tweede huwelijk, Filips V, Johan en Frans II. Een jaar later, na het overlijden van zijn vader, volgde Johan op in Landau.
Hoewel het protestantse geloof tegen 1529 in de meeste delen van het graafschap Waldeck wijdverbreid was, bleven de kerken en sommige invloedrijke burgers nog steeds katholiek, vooral in Korbach, waar de graven van Waldeck er niet in slaagden de religieuze verschillen uit de weg te ruimen. Zij haalden in mei 1543 de kerkhervormer Adam Krafft binnen, die de Reformatie in het graafschap Waldeck voltooide.
De twee aanvoerders van het Schmalkaldisch Verbond, keurvorst Johan Frederik I van Saksen en landgraaf Filips I van Hessen, vormden medio 1546 een leger. De graven van Waldeck gaven gehoor aan de oproep van de landgraaf tot ondersteuning. Uit de Schmalkaldische Oorlog kwam keizer Karel V op 24 april 1547 na de Slag bij Mühlberg als overwinnaar tevoorschijn. Van de graven van Waldeck had alleen graaf Samuel van Waldeck-Wildungen, zoon van graaf Filips IV, deelgenomen; maar ook de andere graven van Waldeck moesten naar Kassel komen om het verzoeningsverdrag te ondertekenen dat de keizer op 16 juli 1547 aan de landgraaf, die zich had overgegeven, voorlegde. Want ook de onderdanen en dienaren van Hessen kregen de opdracht het verdrag te onderschrijven. Johan had het al ondertekend, zijn verwanten volgden. Maar de keizer accepteerde de verzoening in het geval van de graven van Waldeck niet. Voor hem waren zij geen onderdanen van Hessen, maar rijksgraven en daarmee onmiddellijk aan hem ondergeschikt. Daarom ontbood hij hen, onder bedreiging van de rijksban, in 1548 naar de Rijksdag in Augsburg, opdat zij zich zouden verantwoorden voor hun deelname aan het leger van het Schmalkaldisch Verbond en zich met hem zouden verzoenen. Wat aan de ene kant voor de graven het karakter van een vernedering had, verzwakte aan de andere kant de Hessische landgraven en hun territoriale aanspraken op het graafschap Waldeck. Waldeck was dus uitdrukkelijk rijksonmiddellijk.
Johan reisde met zijn broer Filips V, die als katholiek geestelijke aan de kant van de protestanten had gestaan, en zijn halfbroer Wolraad II, evenals met Samuel, die in het geheel niet was ontboden, naar Augsburg. In Augsburg aangekomen op 14 april 1548, gingen weken voorbij waarin de graven van Waldeck pleitbezorgers zochten – en uiteindelijk vonden. Eind mei verklaarde de keizer echter dat een verontschuldiging voor hem niet voldoende was. Filips en Johan moesten hem 5000 gulden betalen, Wolraad zelfs 8000, omdat hij zich meer dan de andere graven in woord en daad tegen de keizer had gekeerd, zo heette het. De keizer stelde op 22 juni 1548 de gratie-oorkonde op. De keizer stelde nog op 12 augustus een beschermingsbrief op voor gravin-weduwe Anna en voor Wolraad, Filips en Johan. Het protestantisme gaven de graven echter niet op.
De keizer vaardigde op de Rijksdag het Interim uit – een rijkswet – om de tijd tot een algemeen concilie, waarbij het om de wederopname van de protestanten in de katholieke kerk zou moeten gaan, te overbruggen. Hevig verzet ontstond omdat het de protestanten weer aan het bisschoppelijk en pauselijk gezag onderwierp. De keizer nam het in 1552 terug.
De verzwakking van Hessen als gevolg van de vijfjarige gevangenschap van landgraaf Filips I in de Nederlanden en de hoge schulden na de Schmalkaldische Oorlog zorgden ervoor dat de landstanden van Waldeck zich van Hessen afkeerden. Confessioneel was het verdeelde graafschap verenigd, maar administratief was het dat niet. Het Rijkskamergerecht te Speyer bepaalde op 22 juni 1549 dat Hessen het graafschap Waldeck niet mocht ontslaan van zijn verplichtingen tegenover de keizer en het Rijk, en dat de graven van Waldeck, als rijksonmiddellijke graven, zelf de rijksbelastingen moesten betalen. De inning bij de landstanden verliep echter moeizaam en dwong tot een verbetering van het landsbestuur, een hervormingsproces dat al lang had moeten plaatsvinden.
Een tendens naar meer onafhankelijkheid was er bij de graven van Waldeck na de Augsburgse Rijks- en Religievrede. Daartoe waren de rijksstanden in 1555 bijeengekomen. Zij kwamen onder meer overeen dat de desbetreffende landsheer het geloof moest bepalen. De graven Wolraad II, Filips IV, Johan I en Samuel vaardigden in 1556 na een synode in Volkhardinghausen een kerkorde uit. Voorzichtig en langzaam voerden zij de secularisatie van de kloosters door.
Johan overleed in Landau op 9 april 1567 en werd in de kerk in Mengeringhausen begraven.

## Huwelijk en kinderen
Johan huwde in Detmold op 1 oktober 1550 met gravin Anna van Lippe († Arolsen, 24 november 1590), dochter van graaf Simon V van Lippe en gravin Magdalena van Mansfeld. Uit het huwelijk van Johan en Anna werden de volgende kinderen geboren:
1. Filips VI (4 oktober 1551 – Darmstadt, 9 november 1579), volgde in 1567 zijn vader op.
2. Frans III (Slot Coppenburg, 27 juni 1553 – Slot Landau, 12 maart 1597), volgde in 1567 zijn vader op. Huwde in Arolsen op 9 december 1582 met Walpurgis van Plesse (15 juni 1563 – Landau, 24 maart 1602).
3. Anastasia (5 januari 1555 – 19 april 1583), huwde in Kassel op 2 maart 1579 met graaf Frederik van Diepholz en Bronkhorst, heer van Borculo († Lemförde, 21 september 1585).
4. Johannes (1557 – jong overleden).
5. Margaretha (1559 – 20 oktober 1580), huwde te Altenwildungen op 15 december 1578 met graaf Günther van Waldeck-Wildungen (Altenwildungen, 29/30 juni 1557 – aldaar, 23 mei 1585).
6. Bernhard (1561 – Iburg, 11 maart 1591), was sinds 1586 bisschop van Osnabrück.
7. Agnes (ca. 1563 – Landau, 13 mei 1576).

## Voorouders
| Voorouders van graaf Johan I ‘de Vrome’ van Waldeck-Landau | Voorouders van graaf Johan I ‘de Vrome’ van Waldeck-Landau                                             | Voorouders van graaf Johan I ‘de Vrome’ van Waldeck-Landau                              | Voorouders van graaf Johan I ‘de Vrome’ van Waldeck-Landau                              | Voorouders van graaf Johan I ‘de Vrome’ van Waldeck-Landau                              | Voorouders van graaf Johan I ‘de Vrome’ van Waldeck-Landau                       | Voorouders van graaf Johan I ‘de Vrome’ van Waldeck-Landau                       | Voorouders van graaf Johan I ‘de Vrome’ van Waldeck-Landau                                       | Voorouders van graaf Johan I ‘de Vrome’ van Waldeck-Landau                                       |
| ---------------------------------------------------------- | --- | --------------------------------------------------------------------------------------- | --------------------------------------------------------------------------------------- | --------------------------------------------------------------------------------------- | -------------------------------------------------------------------------------- | -------------------------------------------------------------------------------- | ------------------------------------------------------------------------------------------------ | ------------------------------------------------------------------------------------------------ |
| Betovergrootouders                                         | Hendrik VII van Waldeck-Waldeck (?–na 1442) ⚭ 1398 Margaretha van Nassau-Wiesbaden-Idstein (?–na 1432) | Michael I van Wertheim (?–1441) ⚭ 1413 Sophia van Henneberg-Aschach (?–1441)            | Johan van Solms-Braunfels (?–1457) ⚭ ca. 1429 Elisabeth van Cronberg (?–1438)           | Johan IV van Salm (?–1476) ⚭ 1432 Elisabeth van Hanau-Münzenberg (?–1446)               | Adolf II van Kleef (1373–1448) ⚭ 1406 Maria van Bourgondië (1393–1463)           | Jan van Bourgondië-Nevers (1415–1491) ⚭ 1435 Jacqueline d’Ailly (?–1470)         | Lodewijk III ‘de Vreedzame’ van Hessen (1402–1458) ⚭ 1433 Anna van Saksen (1420–1462)            | Filips ‘de Oudere’ van Katzenelnbogen (ca. 1402–1479) ⚭ 1422 Anna van Württemberg (1408–1471)    |
| Overgrootouders                                            | Wolraad I van Waldeck-Waldeck (1407–1475) ⚭ 1440 Barbara van Wertheim (?–?)                            | Wolraad I van Waldeck-Waldeck (1407–1475) ⚭ 1440 Barbara van Wertheim (?–?)             | Kuno van Solms-Lich (?–1477) ⚭ 1457 Walpurgis van Dhaun (?–?)                           | Kuno van Solms-Lich (?–1477) ⚭ 1457 Walpurgis van Dhaun (?–?)                           | Johan I van Kleef (1419–1481) ⚭ 1455 Elisabeth van Bourgondië-Nevers (1439–1483) | Johan I van Kleef (1419–1481) ⚭ 1455 Elisabeth van Bourgondië-Nevers (1439–1483) | Hendrik III ‘de Rijke’ van Hessen-Marburg (1440–1483) ⚭ 1458 Anna van Katzenelnbogen (1443–1494) | Hendrik III ‘de Rijke’ van Hessen-Marburg (1440–1483) ⚭ 1458 Anna van Katzenelnbogen (1443–1494) |
| Grootouders                                                | Filips II van Waldeck-Eisenberg (1452/53–1524) ⚭ 1481 Catharina van Solms-Lich (?–1492)                | Filips II van Waldeck-Eisenberg (1452/53–1524) ⚭ 1481 Catharina van Solms-Lich (?–1492) | Filips II van Waldeck-Eisenberg (1452/53–1524) ⚭ 1481 Catharina van Solms-Lich (?–1492) | Filips II van Waldeck-Eisenberg (1452/53–1524) ⚭ 1481 Catharina van Solms-Lich (?–1492) | Johan II van Kleef (1458–1521) ⚭ 1489 Mathilde van Hessen-Marburg (1473–1505)    | Johan II van Kleef (1458–1521) ⚭ 1489 Mathilde van Hessen-Marburg (1473–1505)    | Johan II van Kleef (1458–1521) ⚭ 1489 Mathilde van Hessen-Marburg (1473–1505)                    | Johan II van Kleef (1458–1521) ⚭ 1489 Mathilde van Hessen-Marburg (1473–1505)                    |
| Ouders                                                     | Filips III van Waldeck-Eisenberg (1486–1539) ⚭ 1519 Anna van Kleef (1495–1567)                         | Filips III van Waldeck-Eisenberg (1486–1539) ⚭ 1519 Anna van Kleef (1495–1567)          | Filips III van Waldeck-Eisenberg (1486–1539) ⚭ 1519 Anna van Kleef (1495–1567)          | Filips III van Waldeck-Eisenberg (1486–1539) ⚭ 1519 Anna van Kleef (1495–1567)          | Filips III van Waldeck-Eisenberg (1486–1539) ⚭ 1519 Anna van Kleef (1495–1567)   | Filips III van Waldeck-Eisenberg (1486–1539) ⚭ 1519 Anna van Kleef (1495–1567)   | Filips III van Waldeck-Eisenberg (1486–1539) ⚭ 1519 Anna van Kleef (1495–1567)                   | Filips III van Waldeck-Eisenberg (1486–1539) ⚭ 1519 Anna van Kleef (1495–1567)                   |